# Андрю Шон Гриър
Андрю Шон Гриър  (на английски: Andrew Sean Greer) е американски писател, автор на романи и разкази.

## Биография
Андрю Шон Гриър е роден във Вашингтон, окръг Колумбия. Родителите му са учени. Писателят има брат близнак Майкъл. Двамата са едноячни близнаци и споделят една и съща страст – писането, макар стилът им да е много различен.
Андрю учи в университета Браун. След години на работа като шофьор, театрален техник, телевизионен статист и неуспешен писател, Гриър решава да смени Ню Йорк с град Мисула в щата Монтана. Там завършва магистърска програма по изящни изкуства (MFA). След това се мести в Сиатъл, а две години по-късно се установява в Сан Франциско, където живее и днес. Гриър е заявил открито своята гей ориентация.

## Творчество
В Сан Франциско Гриър започва да публикува свои творби в различни списания, още преди да издаде книгата си с разкази „How It Was for Me“. Негови произведения са излизали на страниците на списания като „Esquire“, „The Paris Review“, „The New Yorker“ и др. Първият му роман „The Path of Minor Planets“, публикуван през 2001 г., е посрещнат с бурно одобрение. Втората му книга „Изповедите на Макс Тиволи“ излиза през 2004 г. и веднага се превръща в бестселър. Третият му роман „Историята на един брак“ е последният шедьовър на автора.

## Награди и отличия
- Northern California Book Award
- California Book Award
- New York Public Library Young Lions Award
- Fellowships from the National Endowment for the Arts and the New York Public Library.